# Deutscher Filmpreis/Bestes Drehbuch
Die folgende Liste ist eine Übersicht über die Preisträger des Deutschen Filmpreises in der Kategorie Bestes Drehbuch. Bevor 2005 die Deutsche Filmakademie die Wahl der Preisträger übernahm, wurde der Preis nur unregelmäßig vergeben. Ebenso gab es keine Nominierungen; die Preisträger wurden von der Jury direkt bestimmt.

## Preisträger 1951–2005
| Jahr       | Preisträger                                      | Filmtitel                                       |
| ---------- | ------------------------------------------------ | ----------------------------------------------- |
| 1951       | Erich Kästner                                    | Das doppelte Lottchen                           |
| 1952       | Hans Otto Schröder                               | Die Schuld des Dr. Homma                        |
| 1953       | Helmut Käutner Fritz Rotter                      | Nachts auf den Straßen                          |
| 1953       | Juliane Kay                                      | Vergiß die Liebe nicht                          |
| 1953       | Herbert Reinecker                                | Weg in die Freiheit                             |
| 1954       | Jochen Huth                                      | Solange du da bist                              |
| 1955       | Herbert Reinecker                                | Canaris                                         |
| 1956       | Jochen Huth                                      | Teufel in Seide                                 |
| 1957       | Helmut Käutner Carl Zuckmayer                    | Der Hauptmann von Köpenick                      |
| 1958       | Werner Jörg Lüddecke                             | Nachts, wenn der Teufel kam                     |
| 1959       | Preis nicht vergeben                             | Preis nicht vergeben                            |
| 1960       | Georg Hurdalek                                   | Rosen für den Staatsanwalt                      |
| 1961       | Preis nicht vergeben                             | Preis nicht vergeben                            |
| 1962       | Gerd Oelschlegel                                 | Zwei unter Millionen                            |
| 1963       | Preis nicht vergeben                             | Preis nicht vergeben                            |
| 1964       | Will Tremper                                     | Verspätung in Marienborn                        |
| 1965       | Gerd Angermann                                   | Das Haus in der Karpfengasse                    |
| 1966       | Volker Schlöndorff                               | Der junge Törless                               |
| 1967       | Preis nicht vergeben                             | Preis nicht vergeben                            |
| 1968       | May Spils Werner Enke                            | Zur Sache, Schätzchen                           |
| 1969       | Preis nicht vergeben                             | Preis nicht vergeben                            |
| 1970       | Rainer Werner Fassbinder                         | Katzelmacher                                    |
| 1971       | Michael Verhoeven                                | o.k.                                            |
| 1972       | Hans-Jürgen Syberberg                            | Ludwig – Requiem für einen jungfräulichen König |
| 1973– 1974 | Preis nicht vergeben                             | Preis nicht vergeben                            |
| 1975       | Peter Handke                                     | Falsche Bewegung                                |
| 1976       | Preis nicht vergeben                             | Preis nicht vergeben                            |
| 1977       | Helma Sanders-Brahms                             | Heinrich                                        |
| 1978– 1979 | Preis nicht vergeben                             | Preis nicht vergeben                            |
| 1980       | Heidi Genée                                      | 1 + 1 = 3                                       |
| 1981– 1983 | Preis nicht vergeben                             | Preis nicht vergeben                            |
| 1984       | Carlo Fedier Hanns Christian Müller Gerhard Polt | Kehraus                                         |
| 1985       | Preis nicht vergeben                             | Preis nicht vergeben                            |
| 1986       | Doris Dörrie                                     | Männer                                          |
| 1987       | Verena Rudolph                                   | Francesca                                       |
| 1988       | Oliver Schütte Peter Kramm                       | Koan                                            |
| 1989– 1990 | Preis nicht vergeben                             | Preis nicht vergeben                            |
| 1991       | Jurek Becker                                     | Neuner                                          |
| 1992       | Bernd Schroeder                                  | Pizza Colonia                                   |
| 1993       | Detlev Buck Ernst Kahl                           | Wir können auch anders …                        |
| 1994– 1995 | Preis nicht vergeben                             | Preis nicht vergeben                            |
| 1996       | Hans-Christoph Blumenberg                        | Beim nächsten Kuß knall’ ich ihn nieder         |
| 1997– 2002 | Preis nicht vergeben                             | Preis nicht vergeben                            |
| 2003       | Almut Getto                                      | Fickende Fische                                 |
| 2004       | Sven Regener                                     | Herr Lehmann                                    |

## Preisträger und Nominierte ab 2005

### 2000er-Jahre
2005
Holger Franke, Dani Levy – Alles auf Zucker!
- Fred Breinersdorfer – Sophie Scholl – Die letzten Tage
- Eberhard Görner, Andreas Pflüger – Der neunte Tag

2006
Florian Henckel von Donnersmarck – Das Leben der Anderen
- Hany Abu-Assad, Bero Bayer – Paradise Now
- Wolfgang Kohlhaase – Sommer vorm Balkon
- Bernd Lange – Requiem

2007
Christian Lerch, Marcus H. Rosenmüller – Wer früher stirbt ist länger tot
- Chris Kraus – Vier Minuten
- Stefan Ruzowitzky – Die Fälscher

2008
Fatih Akin – Auf der anderen Seite
- Doris Dörrie – Kirschblüten – Hanami
- Ralf Westhoff – Shoppen

2009
Özgür Yıldırım – Chiko
- Christian Schwochow, Heide Schwochow – Novemberkind
- Johanna Stuttmann – Nacht vor Augen

### 2010er-Jahre
2010
Michael Haneke – Das weiße Band – Eine deutsche Kindergeschichte
- Feo Aladag – Die Fremde
- Wolfgang Kohlhaase – Whisky mit Wodka
- Bernd Lange, Hans-Christian Schmid – Sturm

2011
Nesrin Şamdereli, Yasemin Şamdereli – Almanya – Willkommen in Deutschland
- Miraz Bezar – Min dît
- Florian David Fitz – Vincent will Meer

2012
David Wnendt – Kriegerin
- Andreas Dresen, Cooky Ziesche – Halt auf freier Strecke
- Christian Petzold – Barbara

2013
Jan-Ole Gerster – Oh Boy
- Pamela Katz, Margarethe von Trotta – Hannah Arendt
- Anna Maria Praßler – Schuld sind immer die Anderen

2014
Edgar Reitz, Gert Heidenreich – Die andere Heimat – Chronik einer Sehnsucht
- Bora Dagtekin – Fack ju Göhte
- Frauke Finsterwalder, Christian Kracht – Finsterworld

2015
Stefan Weigl – Zeit der Kannibalen
- Elisabeth Bartel, Giulio Ricciarelli – Im Labyrinth des Schweigens
- Edward Berger, Nele Mueller-Stöfen – Jack
- Baran bo Odar, Jantje Friese – Who Am I – Kein System ist sicher
- Ralf Westhoff – Wir sind die Neuen

2016
Lars Kraume, Olivier Guez – Der Staat gegen Fritz Bauer
- Esther Bernstorff – 4 Könige
- Sonja Heiss – Hedi Schneider steckt fest

2017
Maren Ade – Toni Erdmann
- Carl Gerber, Anne Zohra Berrached – 24 Wochen
- Chris Kraus – Die Blumen von gestern
- Lars Montag, Helmut Krausser – Einsamkeit und Sex und Mitleid

2018
Fatih Akin, Hark Bohm – Aus dem Nichts
- Lars Kraume – Das schweigende Klassenzimmer
- Nicolas Wackerbarth, Hannes Held – Casting

2019
Laila Stieler – Gundermann
- Lars Kraume, Aron Lehmann, Judy Horney – Das schönste Mädchen der Welt
- David Nawrath, Paul Salisbury – Atlas
- Ruth Toma – Der Junge muss an die frische Luft

### 2020er-Jahre
2020
Nora Fingscheidt – Systemsprenger
- Martin Behnke, Burhan Qurbani – Berlin Alexanderplatz
- Nils Mohl, Ilker Çatak – Es gilt das gesprochene Wort

2021
Jan Schomburg, Maria Schrader – Ich bin dein Mensch
- Oliver Keidel, Johannes Naber – Curveball – Wir machen die Wahrheit
- Constantin Lieb, Dominik Graf – Fabian oder Der Gang vor die Hunde

2022
Thomas Wendrich – Lieber Thomas
- Thomas Reider, Sebastian Meise – Große Freiheit
- Laila Stieler – Rabiye Kurnaz gegen George W. Bush

2023
Johannes Duncker und Ilker Çatak  – Das Lehrerzimmer
- Jan Braren, Marc Blöbaum und Kilian Riedhof – Meinen Hass bekommt ihr nicht
- David Wnendt und Felix Lobrecht – Sonne und Beton

2024
Ayşe Polat – Im toten Winkel
- Matthias Glasner – Sterben
- Adrian Goiginger – Der Fuchs

2025
Moritz Binder und Tim Fehlbaum – September 5
- nominiert:
  - Mohammad Rasoulof – Die Saat des heiligen Feigenbaums
  - Laila Stieler – In Liebe, Eure Hilde